# 梅甘·布隆克
梅甘·布隆克（英語：Megan Blunk，1989年9月12日—），华盛顿州人，美国女子篮球运动员。她曾代表美国参加2016年夏季残疾人奥林匹克运动会轮椅篮球比赛，获得一枚金牌。